# Sedum dimorphophyllum
Sedum dimorphophyllum är en fetbladsväxtart som beskrevs av Kun Tsun Fu och G.Y. Rao. Sedum dimorphophyllum ingår i Fetknoppssläktet som ingår i familjen fetbladsväxter. Inga underarter finns listade i Catalogue of Life.